# Olympos (LANDSのアルバム)
『Olympos』（オリンポス）は、日本のダンスボーカルグループ KAT-TUNのメンバー（当時）・赤西仁が「LANDS」名義でリリースしたアルバムである。

## 解説
- LANDSファーストにしてラストアルバム。
- 赤西仁主演の映画『BANDAGE バンデイジ』の主題歌「BANDAGE」を含む全8曲収録のアルバム。
- 劇中でLANDSのボーカル・高杉ナツ（赤西仁）が歌った6曲に加え、小林武史がこのアルバムのために書き下ろした新曲2曲を含む8曲を収録。
- ジャケットデザインは初回プレス分とセカンドプレス以降で絵柄が異なり、写真内容も異なる。

初回プレス
- 24P（予定）のブックレットタイプ。

セカンドプレス
- 初回以降は18P（予定）の折畳みタイプ。

## 収録曲
1. オリンポス
  - 作詞：岩井俊二／小林武史
  - 作曲・編曲：小林武史
2. 元気(Ska Version)
  - 作詞：岩井俊二／小林武史
  - 作曲・編曲：小林武史
3. 二十歳の戦争
  - 作詞：岩井俊二／小林武史
  - 作曲・編曲：小林武史
4. 勇気
  - 作詞：岩井俊二／小林武史／赤西 仁
  - 作曲・編曲：小林武史
5. 鼓動（新曲）
  - 作詞・作曲・編曲：小林武史
6. BANDAGE
  - 作詞・作曲・編曲：小林武史
7. 二十歳の戦争―Y's edition―
  - 作詞：岩井俊二／小林武史
  - 作曲・編曲：小林武史
8. 元気 perfect issue
  - 作詞：岩井俊二／小林武史
  - 作曲・編曲：小林武史
9. サンキュー（新曲）
  - 作詞・作曲・編曲：小林武史

この曲の次に“元気”の別バージョンを収録している。